# Jørgen Graabak
Jørgen Nyland Gråbak (* 26. dubna 1991, Melhus) je norský sdruženář (závodník v severské kombinaci).
Je individuálním olympijským vítězem z her v Soči roku 2014 (velký můstek + 10 km) a na stejné olympiádě se podílel rovněž na norském zlatu kolektivním. Na dalších hrách v Pchjongčchangu v roce 2018 získal týmové stříbro. Má rovněž dva kolektivní tituly mistra světa (2019, 2021). Jeho nejlepším individuálním výsledkem ze světového šampionátu je osmé místo z roku 2015 (střední můstek + 10 km). Jeho nejvyšším celkovým umístěním ve Světovém poháru bylo druhé místo roku 2020. V Norsku závodí za klub Byåsen IL.